# Court Philippe Chatrier
Court Philippe Chatrier – stadion tenisowy kompleksu Stade Roland Garros w Paryżu, na którym od 1928 r. rozgrywany jest wielkoszlemowy turniej tenisowy French Open.
Obiekt otwarto w 1928 r. wraz z całym kompleksem Stade Roland Garros, którego Court Philippe Chatrier jest największą areną. Trybuny były kilkukrotnie rozbudowywane i remontowane. Po przebudowie w latach 2018–2020 liczba miejsc siedzących wynosi 15 225.
W 2001 r. zmieniono nazwę areny z Centre Court na Court Philippe Chatrier, by uhonorować Philippe Chatriera, tenisistę, a następnie działacza tenisowego, który w latach 1972–1992 kierował krajowym związkiem tenisowym (Fédération Française de Tennis). W 2008 r., na osiemdziesięciolecie istnienia Court Philippe Chatrier, nadano nowe nazwy każdej z trybun od nazwisk francuskich Czterech Muszkieterów: Jacques’a Brugnona (trybuna A), Jeana Borotry (trybuna B), Renégo Lacoste’a (trybuna C), Henriego Cocheta (trybuna D).
W 2009 r. pojawiły się plany kolejnej rozbudowy areny, a jej najważniejszym elementem miał być rozsuwany dach. Jednak władze miasta oraz Fédération Française de Tennis nie osiągnęły porozumienia w sprawie rozpoczęcia inwestycji. Kolejne propozycje zaprezentowano w 2011 r., a po edycji 2016 rozmowy dotyczące budowy zadaszenia przyspieszyły z racji obfitych opadów deszczu podczas turnieju. Prace rozpoczęto w lipcu 2018 r., a zakończono w lutym 2020 r..

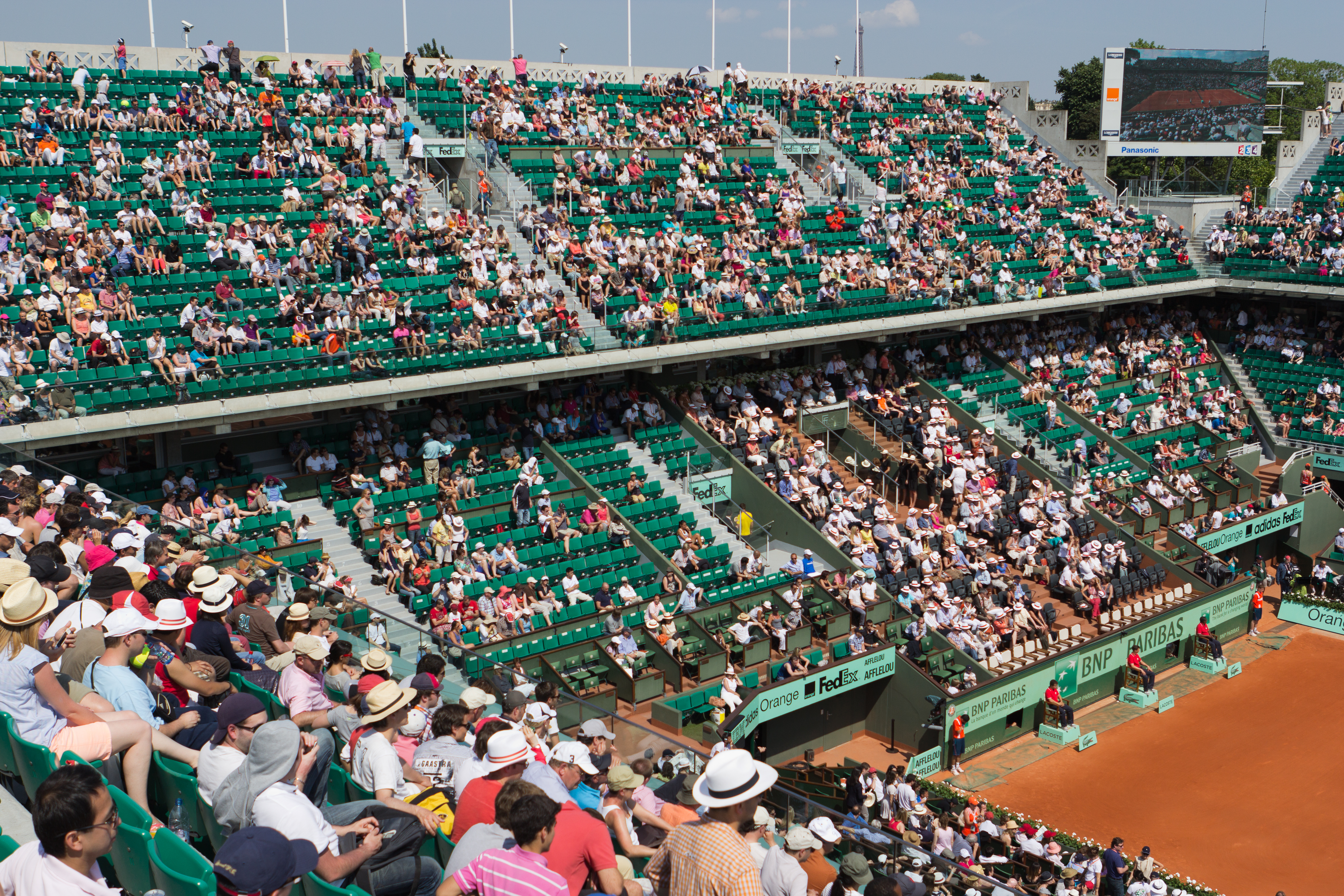
Trybuna Jacques’a Brugnona (trybuna A)
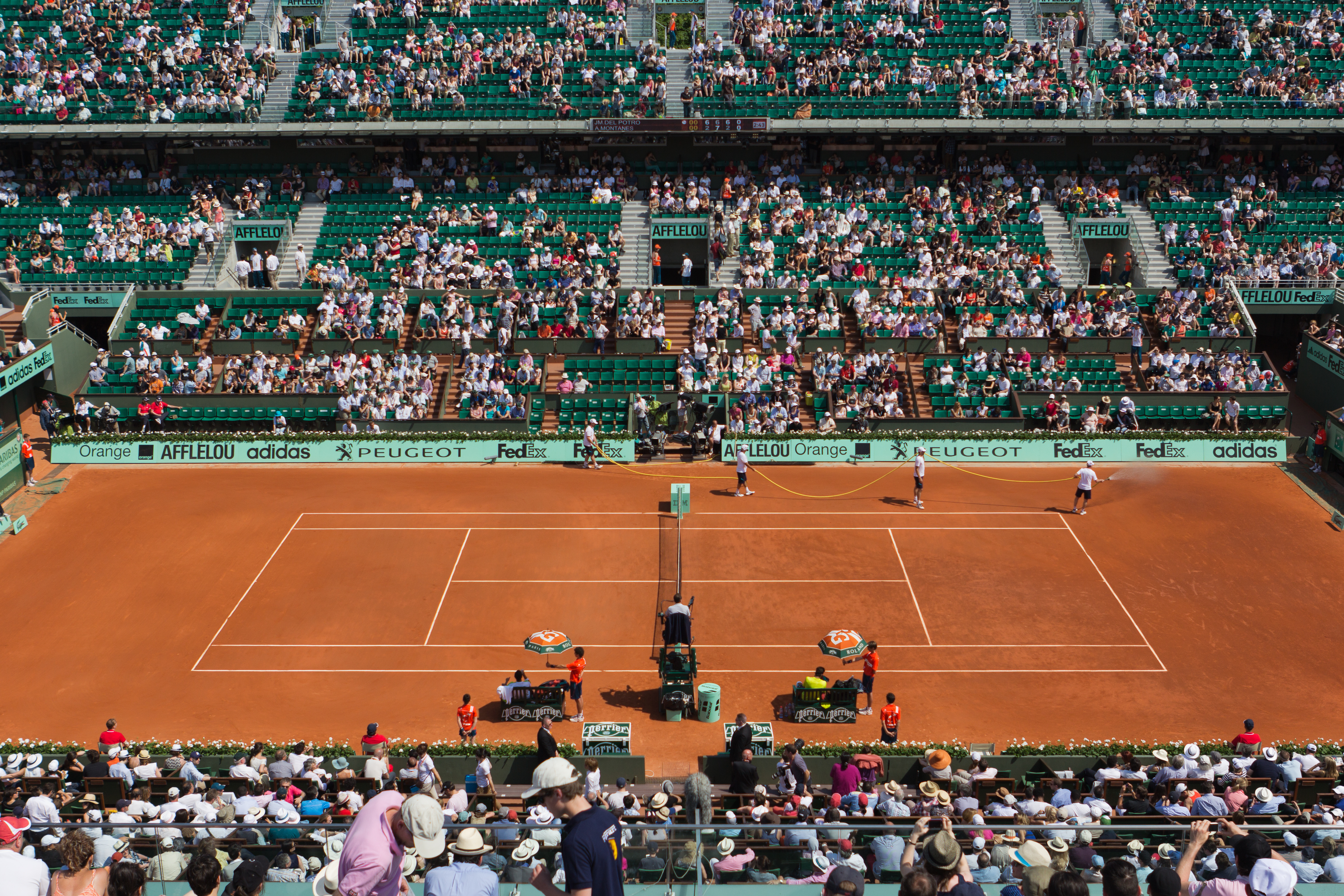
Trybuna Jeana Borotry (trybuna B)
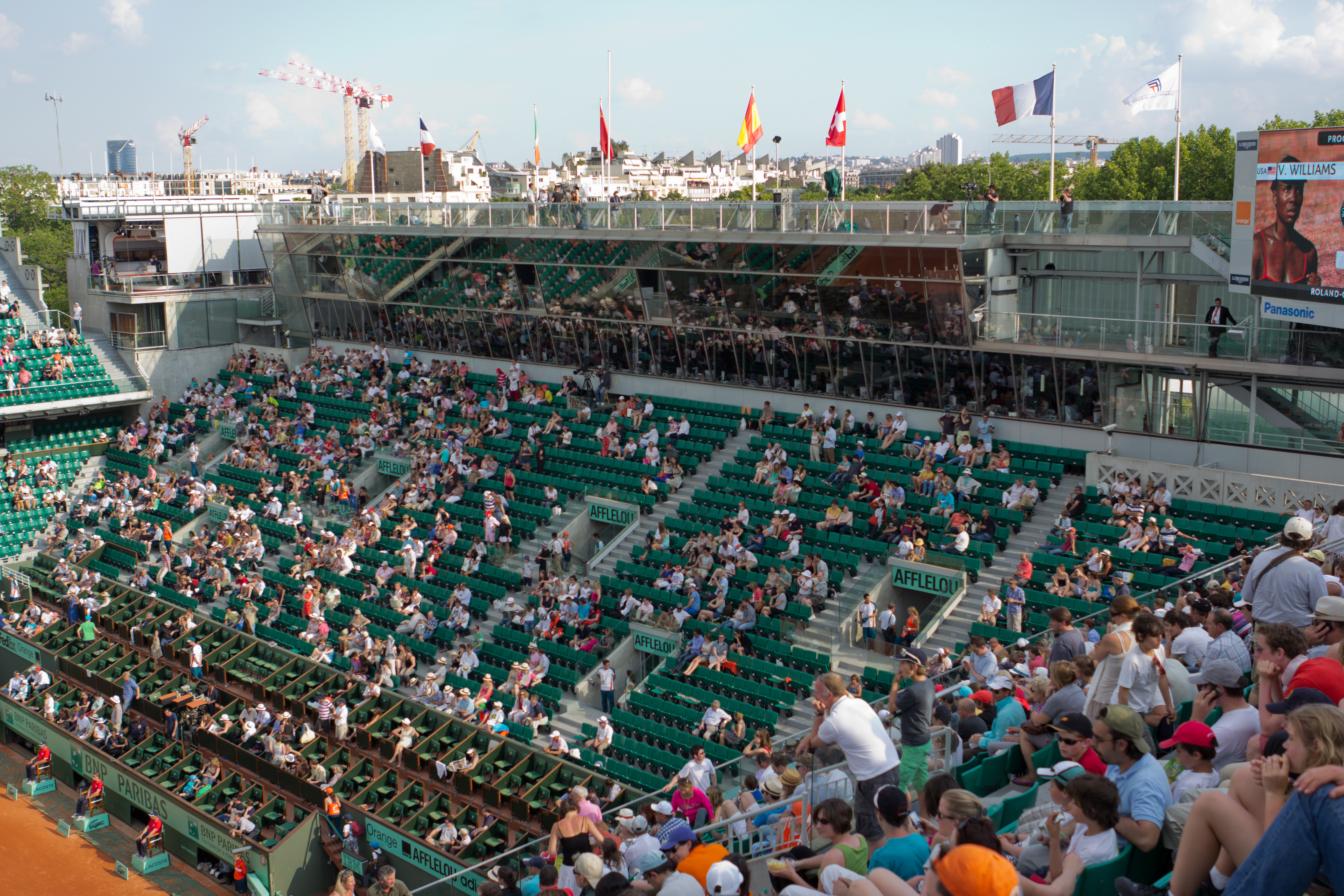
Trybuna Renégo Lacoste’a (trybuna C)
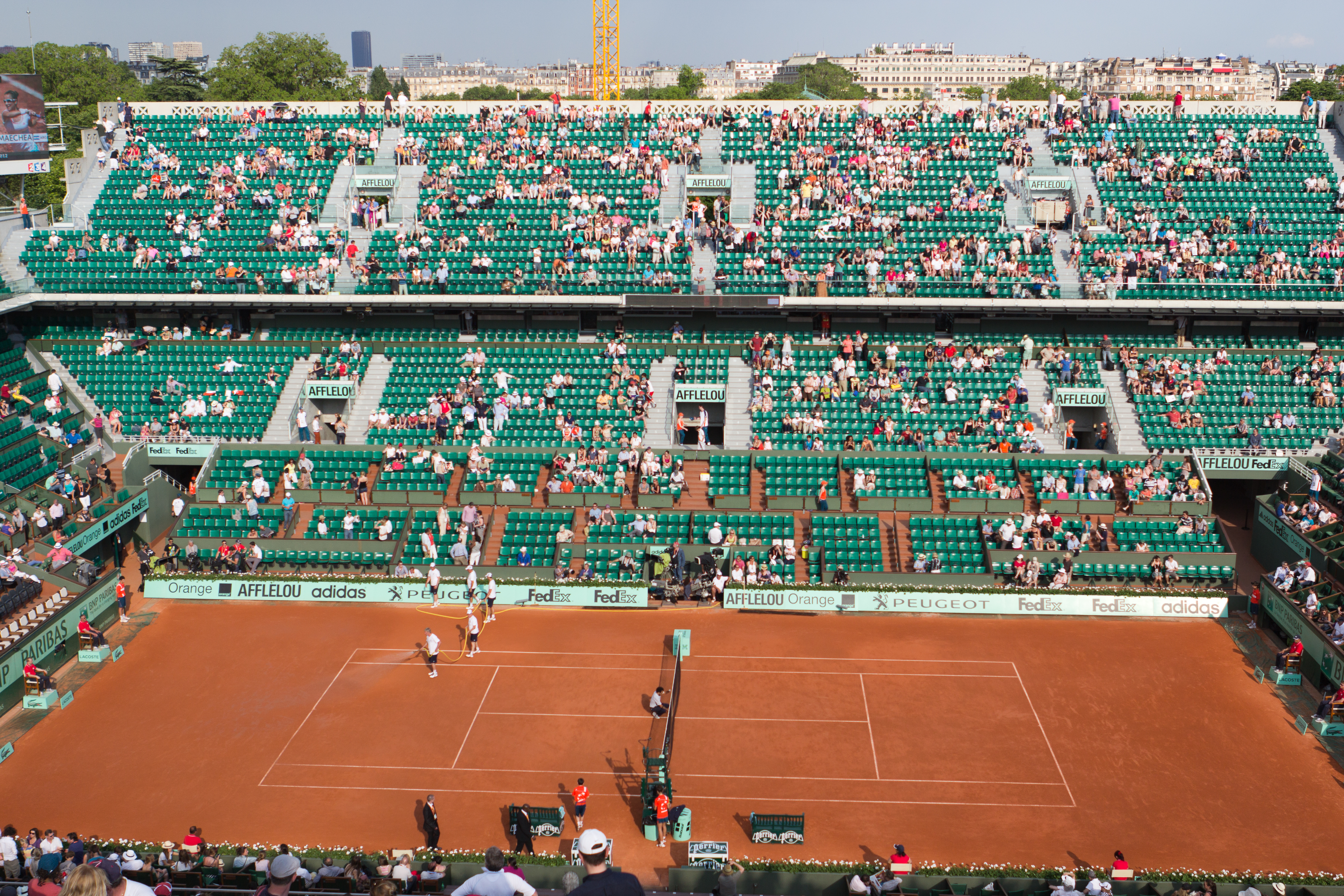
Trybuna Henriego Cocheta (trybuna D)